# Oxford Electric Bell

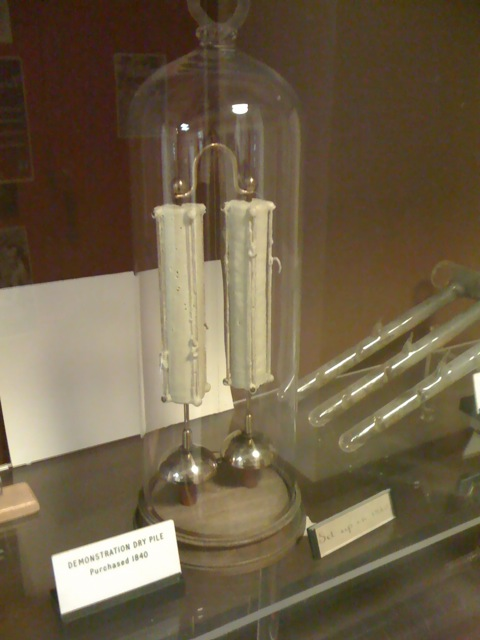
L’Oxford Electric Bell en décembre 2009

Alimenté par deux piles sèches scellées (stylisées par les deux rectangles noirs), le pendule fait un mouvement de va-et-vient entre deux cloches (stylisées par deux demi-disques) situées sous les piles.

L'Oxford Electric Bell (que l'on peut traduire par « Carillon électrique d'Oxford » ou « Sonnerie électrique d'Oxford ») ou la Pile sèche de Clarendon (en anglais Clarendon Dry Pile) est un carillon électrique expérimental qui a été installé au Laboratoire Clarendon en 1840. Alimenté par deux piles sèches scellées, il a continué à sonner depuis cette année-là (avec quelques courtes interruptions dues à un excès d'humidité). En 2009, il est installé dans le foyer du laboratoire à l'Université d'Oxford. En 2008, il continuait à sonner, mais de façon quasi inaudible, car il est installé derrière deux vitres.
Ce type d'expérience jouait un rôle important pour déterminer la véracité de certaines théories sur l'action électrique : la théorie de l'électrification par contact (une théorie désuète qui s'appuyait sur certains principes en vigueur à une certaine époque) et la théorie électrochimique.

## Description
L'expérience consiste en deux cloches en laiton, chacune placée sous une pile sèche, les deux piles étant connectées en série. Une boule métallique d'un diamètre d'environ 4 mm est suspendue entre les deux piles. Dans son mouvement de va-et-vient, elle cogne contre les cloches par la force électrostatique, les faisant résonner périodiquement. Quand le pendule touche à l'une des cloches, il est chargé par une pile et, dès lors, il est à la fois repoussé par cette cloche et attiré par l'autre cloche. Ce processus se répète à chaque fois que le pendule touche l'une des deux cloches, avec une fréquence d'environ 2 Hz. Pour que la force électrostatique puisse agir sur le pendule, il faut que le système fonctionne à haute tension. Sous cette condition, une minuscule partie des charges est déplacée par le pendule à chaque balancement, ce qui explique pourquoi les piles ont pu alimenter ce système sans discontinuer depuis 1840. 
La composition exacte des piles sèches est inconnue en 2009. Par contre, il est certain qu'elles ont été recouvertes de soufre fondu pour prévenir la détérioration due à l'humidité atmosphérique. Il est probable qu'il s'agisse de piles Zamboni.